# Peter Noever

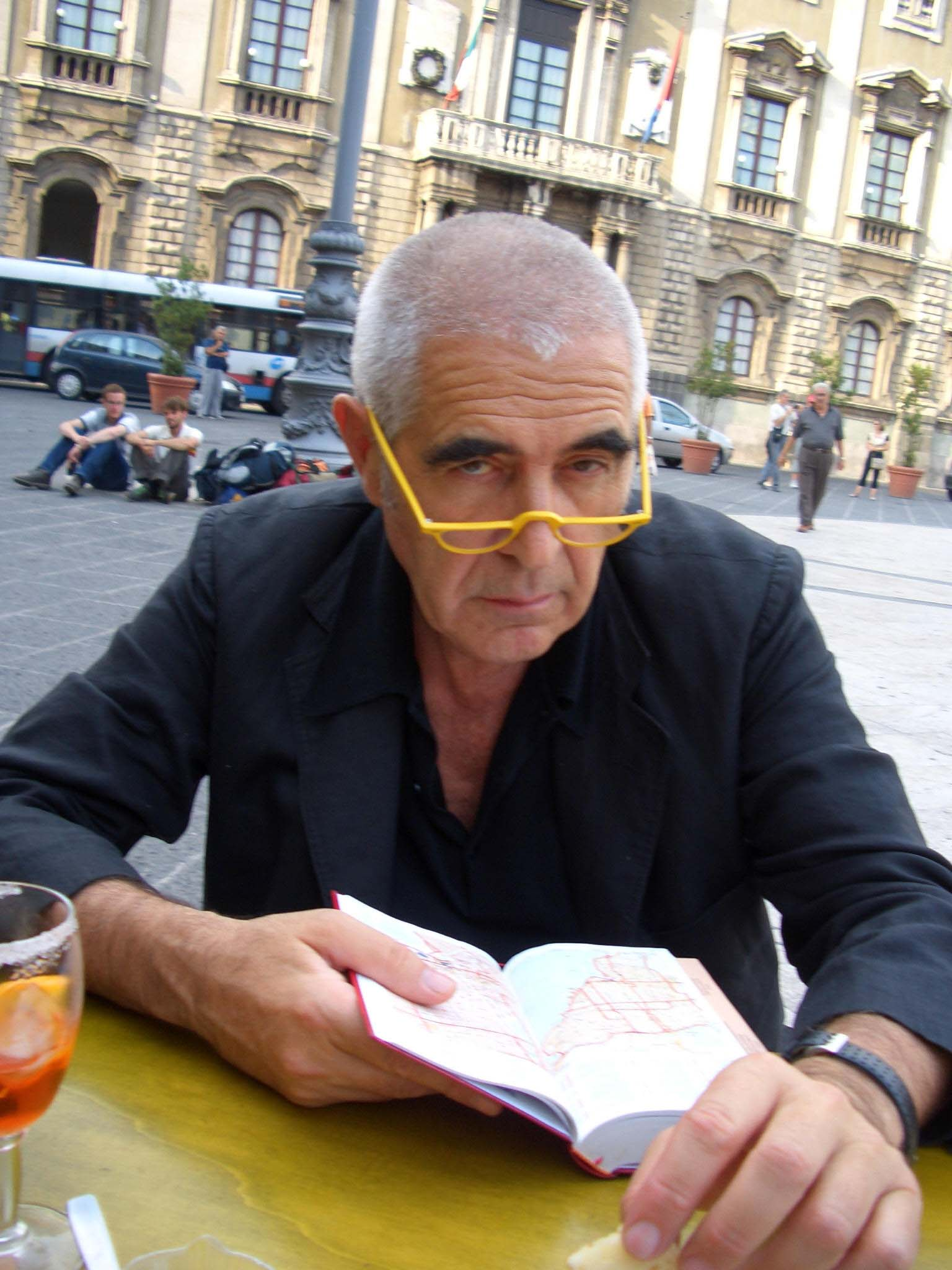
Peter Noever (2005)

Peter Noever (* 1. Mai 1941 in Innsbruck) ist ein österreichischer Ausstellungsmacher, Art Direktor, Designer und Kurator für Gegenwartskunst, Architektur und Medien. Als künstlerischer Direktor leitete er von 1986 bis 2011 das Österreichische Museum für angewandte Kunst in Wien, schuf die Marke "MAK" mit der er, wie mit dem von ihm 1994 gegründeten MAK Center for Art and Architecture auch international tätig wurde. 2011 trat er nach einer Medienkampagne begleitet von massiven Vorwürfen zurück, die sich allerdings in der Folge als übertrieben herausstellten.

## Leben
Noever ist der Sohn von „Mimy“ Noever Svoboda, Geschäftsführende Gesellschafterin von Svoboda Büromöbel, (1913–2018) und Mathias Noever, kaufmännischer Direktor (1896–1981).
Noever initiierte eines der damals in Österreich wichtigsten Designobjekte, den 1966 von Walter Pichler entworfenen, futuristischen Aluminiumstuhl „Galaxy“. Ebenfalls 1966 beauftragte und kuratierte Noever Hans Hollein mit der ersten Environment-Show „Selection '66“ im Österreichischen Museum für angewandte Kunst.
1968 traf Noever anlässlich der Weltraumkonferenz „UNISPACE I“ in Wien erstmals Arthur C. Clarke, Zukunftsforscher, Science-Fiction-Schriftsteller und Koautor von Stanley Kubricks Film 2001: Odyssee im Weltraum.
1969 gründete Peter Noever gemeinsam mit Manfred Bene, Helmut R. Scholz und H. Laszlo die Internationale Fach-Ausstellung für Büro-Organisation (IFABO), die erstmals im Februar 1970 im Wiener Messepalast, dem heutigen MuseumsQuartier, stattfand. Sie sollte jährlich die neuesten Errungenschaften in der modernen Arbeitsplatzgestaltung präsentieren.
In dieser Zeit wurde Noever Vorstandsmitglied der Arbeitsgemeinschaft Büroorganisation, die eine Vorreiterrolle in Richtung einer gestalterisch organisierten Humanisierung des Arbeitsalltags einnahm. Im Rahmen dieser Aktivitäten gelang es Noever, den in Wien geborenen und in den USA lebenden „Vater der Motivforschung“, Ernest Dichter, erstmals wieder nach Wien zu bringen.
Noevers Jahresplakate (u. a. Wir müssen endlich beginnen, unser Schicksal selbst in die Hand zu nehmen!, 1976) erschienen erstmals 1970.
Österreichs ersten Concept Store, genannt „Section N“, initiierte Noever 1971 und beauftragte Hans Hollein mit der Gestaltung des Geschäftslokals in der Schulerstraße im ersten Wiener Gemeindebezirk. Das von Peter Noever gegründete und von seiner ersten Frau, Katharina Noever, geführte Unternehmen, war bis zur Schließung 1987 Anlaufstelle und Plattform für zeitgenössisches Design.
1974 besuchte Noever Marshall McLuhan im Centre for Culture and Technology an der Universität Toronto. 1979 gründete Noever auf Anregung von und mit Marshall McLuhan sowie mit ORF-Avantgarde-Programmgestalter Hans Preiner und Barrington Nevitt das Center for Understanding Media in Wien, dessen Präsident Marshall McLuhan wurde.
Noever war an der Akademie der bildenden Künste Wien von 1975 bis 1993 Lehrbeauftragter für Designanalyse und an der Universität für angewandte Kunst Wien von 1988 bis 1989 Gastprofessor für Museologie. 1982 gründete er die Architekturzeitschrift „Umriss“, die er bis 1994 als Herausgeber und Chefredakteur und in weiterer Folge in enger Zusammenarbeit mit Elisabeth Schweeger leitete. Die Zeitschrift verstand er als wichtiges Forum architektur- und kunsttheoretischer Auseinandersetzungen.
In seiner Funktion als Mitglied der Geschäftsleitung von R. Svoboda & Co. Büroeinrichtungen präsentierte er erstmals in Österreich ein Designprogramm der klassischen Moderne von Marcel Breuer und Bauhaus bis zu Achille Castiglioni. Die Ausstellung „Achille Castiglioni. Rauminstallation, Objekte und Industrial Design“ kuratierte Peter Noever 1984, zwei Jahre vor seiner Bestellung zum MAK-Direktor.
Als Direktor des MAK leitete er von 1988 bis 1993 in Zusammenarbeit mit Architekt Sepp Müller den Generalumbau des Museums und gründete 1994 das MAK Center for Art and Architecture in Los Angeles in Kalifornien. Internationale Aufmerksamkeit erhielten die von Noever geleitete Museumsneudefinition und der Umbau des Hauses, vor allem auch wegen der Neuaufstellung der Sammlung. Im Auftrag von Peter Noever haben einige der bedeutendsten Künstler, durch ihre Intervention im MAK einmalige ortsspezifische Kunstwerke geschaffen, die noch heute, zwanzig Jahre später, als Orientierung und Herausforderung für im Entstehen begriffene Kunstinstitutionen und Museen herangezogen werden. Für diese künstlerischen Interventionen konnte Noever unter anderem Donald Judd, Jenny Holzer, Günther Förg, Franz Graf, Barbara Bloom, Eichinger oder Knechtl, Manfred Wakolbinger und Heimo Zobernig, aber für künstlerische Interventionen im Außenraum auch Walter Pichler, James Wines/SITE, Gregor Eichinger, Franz West, Michael Kienzer und James Turrell gewinnen.
Die inhaltliche und bauliche Neugestaltung des MAK (das bis heute weltweit unter dem von Noever gemeinsam mit dem Grafikteam Catherine Rollier / Walter Bohatsch entwickelten, geschützten Markenzeichen operiert und am 1. Mai 1993 wiedereröffnet wurde) resultierte 1996 in der Auszeichnung "Museum des Jahres" des Europarates in Straßburg.
Im Jahr 2006 gründete Noever das Josef-Hoffmann-Museum in dessen Geburtsort Brtnice (Pirnitz) in der Tschechischen Republik, das seither als gemeinsame Expositur der Mährischen Galerie in Brünn und des MAK geführt wird. Russ Leland übergab 2008 als Schenkung Peter Noever für das MAK Center for Art and Architecture in Los Angeles sein eigenes Haus (Fitzpatrick-Leland House, entworfen 1936 vom in Wien geborenen Rudolph Michael Schindler). Peter Noever initiierte dafür die MAK Urban Future Initiative (UFI), Los Angeles.

### Ausscheiden aus dem MAK
Am 23. Februar 2011 trat Noever als MAK-Direktor vorzeitig zurück, da ihm gravierende Vorwürfe gemacht wurden.
In Medien war ihm private Zweckentfremdung von Museumsgeldern vorgeworfen worden. Veranstaltungen im Museum seien weitaus teurer gewesen als veranschlagt. Das Kuratorium des Museums brachte eine Strafanzeige gegen Noever ein.
Am 14. November 2011 stellte die Staatsanwaltschaft das Verfahren wegen Untreue ein, da Noever 220.000 Euro als tätige Reue hinterlegt hatte. Nach Noevers Ansicht war damit der Grund für seine fristlose Entlassung als MAK-Direktor weggefallen; er focht diese daher beim Arbeitsgericht an und forderte seine ihm bei regulärer Beendigung des Dienstverhältnis zustehenden Ansprüche in Höhe von 482.700 Euro.
Ein durch die Wiener Tageszeitung „Kurier“ bekannt gewordener Rohbericht des Rechnungshofes ließ 2012 neue Vorwürfe öffentlich werden, die unter anderem 6600 angeblich verschwundene Museumsobjekte betrafen.
Noevers Nachfolger im MAK, Christoph Thun-Hohenstein, widersprach den Behauptungen, es seien tausende Objekte verschwunden; die Angaben seien irreführend, mancher Schwund reiche über zwei Weltkriege bis in die Kaiserzeit zurück. Thun-Hohenstein beklagte darüber hinaus das Fehlen einer einheitlichen Datenbank.
Die Sammlungsleiter stellten sich hinter ihren ehemaligen Chef; seit den 1960er-Jahren habe man keine Verluste mehr zu beklagen. Lediglich 65 Objekte der Asiatika-Sammlung würden mit dem Vermerk „ohne weitere Angaben“ fehlen, meinte Johannes Wieninger und forderte den Rechnungshof auf, die angeblichen Fehlbestände nochmals zu überprüfen.
Peter Noever hielt in einer publizierten Stellungnahme zur medialen Berichterstattung über den Rohbericht des Rechnungshofs fest, dass er bisher weder den Bericht zu Gesicht bekommen noch Gelegenheit erhalten habe, dazu Stellung zu nehmen. Er betonte, dass die fraglichen Veranstaltungen entgegen der Meinung des Rechnungshofes sehr wohl dem MAK zugutegekommen und auch erhebliche Sponsorleistungen bewirkt hätten. Die in der Berichterstattung gegen ihn erhobenen Vorwürfe könne er jederzeit entkräften. Deshalb habe er auch den Weg der Befassung unabhängiger Gerichte gewählt.
Im März 2013 wiederholte der Rechnungshof seine Vorwürfe. Dazu gehörte u. a., dass Noever durchschnittlich 79 Tage von 221 Arbeitstagen im Jahr auf Reisen war. Dabei seien die „sonstigen Reisekosten“ – das sind jene, die nicht in direktem Zusammenhang mit Ausstellungsvorbereitungen standen – von 2001 bis 2010 um 715 % gestiegen; Noever habe durchschnittlich 81.000 Euro pro Jahr an Reisespesen verrechnet.
Aufwendungen für Geburtstagsfeiern in der Höhe von 172.000 Euro sowie 11.000 Euro an Aufwendungen für Noevers Buch chronisch obsessiv. Die Gegenwart muss erst erkämpft werden, von dem lediglich elf Exemplare verkauft wurden, führte der Rechnungshofbericht ebenso kritisch an wie unterschiedlich verteilte Mittel innerhalb des MAK für Personal und Fortbildung und andere Details. Noever erklärte dazu, er könne die Vorwürfe weiterhin nicht nachvollziehen, es sei alles immer transparent gewesen und er sei „der Maxime der Sparsamkeit gefolgt“.
Claudia Schmied (Bundesministerin für Unterricht, Kunst und Kultur, 2007–2013) hielt fest, dass Noever trotz aller berechtigter Kritikpunkte „viel für die österreichische Kunst, für Künstlerinnen und Künstler im In- und Ausland geleistet hat“.

### Privatleben
Peter Noever lebt und arbeitet in Wien. Er ist mit der Juristin und Kulturmanagerin Elisabeth Noever-Ginthör verheiratet. Die beiden haben eine gemeinsame Tochter, Louisa Vita Noever. Noevers Tochter aus erster Ehe, Ixy Nova Noever, ist Ethnologin, Filmemacherin und Universitätslektorin an der Universität für angewandte Kunst Wien.

## Schrift- und Bildwerke (Auswahl)
- "Germany, mon amour ! Contemporary in Germany. Archive Art Architecture Design. Ein neuer Blickpunkt auf die zeitgenössische Kunstproduktion in Deutschland. curated by Peter Noever", Katalog mit mehr als 200 Künstlern, Architekten, Designern, 520 Seiten, Herausgegeben von imago mundi, Luciano Benetton Collection, Italy, 2016. ISBN 978-88-99657-04-8
- "Reflections on Zaha Hadid" with a contribution by Peter Noever; herausgegeben von Serpentine Galleries / Hans Ulrich Obrist, London, 2016
- "Representing Force", Eliyahu Keller, Harvard University Graduate School of Design, May, 2016; featuring The Havana Project / Lebbeus Woods; published 2016
- "Vienna For Art's Sake ! Archive Austria / Contemporary Art. curated by Peter Noever", 161 artists, architects, designers. Herausgegeben von FABRICA, imago mundi, Luciano Benetton Collection, Italy, 2014. 381 Seiten. ISBN 978-88-98764-06-8
- "Archaische Moderne", Eleven Buildings in Burgenland/Austria, 1960–2010, featuring Peter Noever’s “Pit”, Burgenland/Austria, Verlag: Park Books, Zurich, Switzerland, 2015; Herausgeber: Albert Kirchengast and Norbert Lehner, ISBN 978-3-906027-70-8
- Peter Noever, "chronisch obsessiv. Die Gegenwart muss erst erkämpft werden". Herausgegeben von Gabriel Ramin Schor, Einführung von Herbert Lachmayer; Verlag für moderne Kunst Nürnberg, 2008. 780 Seiten. ISBN 978-3-940748-76-8. "Mit "chronisch obsessiv" liegt nun erstmals eine repräsentative Auswahl der Schriften und Interviews von Peter Noever vor."
- "design now © – what if…?", Hrsg. Peter Noever, Wien, no/ever–design art edition, 2012. ISBN 978-3-9503264-0-6
- "nato a venezia – Koen Vanmechelen / open university of diversity", 54. Kunstbiennale Venedig, Hrsg. Peter Noever, 2011
- "the [secret] return of no/ever", Ausstellungskatalog, ACE Museum, Los Angeles, SCI-Arc, 2011
- "Austria Dawaj!", Hrsg. Martina Kandeler-Fritsch / Percept Peter Noever, Verlag für moderne Kunst Nürnberg, 2011. ISBN 978-3-86984-221-9
- "Dawaj! Russian Art Now. Aus dem Laboratorium der freien Künste in Russland", Hrsg. Peter Noever und Joachim Sartorius, Hatje Cantz Verlag, 2002. ISBN 3-7757-1172-4
- "design now ©", Hrsg. Peter Noever, Wien, no/ever–design art edition, 2011. ISBN 978-3-9503264-1-3
- "Walter Pichler", Hrsg. MAK Wien, Jung & Jung, Salzburg/Wien, 2011
- "Blumen für Kim Il Sung / Kunst und Architektur aus der Demokratischen Volksrepublik Korea", Hrsg. Peter Noever, Verlag für moderne Kunst Nürnberg, 2010. ISBN 978-3-86984-107-6
- "In The Absence of Raimund Abraham / Vienna Architecture Conference 2010", Hrsg. Peter Noever / Wolf D. Prix, 2010. ISBN 978-3-7757-2999-4
- Gerhard Johann Lischka "World-Image-Cult-Spots.10", Hrsg. Peter Noever, Wien, MAK, 2010. ISBN 978-3-900688-96-6
- Thomas Feichtner, "Edge to Edge", Hrsg. Peter Noever, Shonquis Moreno, Lilli Hollein, Bernhard E. Bürdek, Michael Hausenblas. 2010, MAK, Birkhäuser Verlag, Basel-Boston-Berlin. ISBN 978-3-0346-0342-3
- Boris Groys, "Museum In The Media – Media In The Museum", Hrsg. Peter Noever, Wien, MAK, 2009
- "20/21. MAK Sammlung Gegenwartskunst", Hrsg. Peter Noever, Verlag für moderne Kunst Nürnberg, 2009. ISBN 978-3-941185-29-6
- "Julius Deutschbauer / Gerhard Spring. Nur 100 Plakate", Hrsg. Peter Noever, 2008. ISBN 978-3940748-34-8
- Beat Wyss, "On Today’s State Of Art", Hrsg. Peter Noever, Wien, MAK, 2008. ISBN 978-900688-85-0
- "Coop Himmelb(l)au. Beyond The Blue", Hrsg. Peter Noever, Prestel Verlag München, 2007/08. ISBN 978-3-7913-3962-7
- "Padhi Frieberger. Ohne Künstler keine Kunst!", Hrsg. Peter Noever, 2007. ISBN 978-3-900688-82-6
- "Jenny Holzer. XX", Hrsg. Peter Noever, Schlebrügge Editor, Wien, 2006. ISBN 3-85160-082-7 ISBN 978-3-85160-082-7
- "Günther Domenig. Structures That Fit My Nature", Hrsg. Peter Noever, MAK Center Los Angeles, 2005.
- "Lebbeus Woods. System Wien", Hrsg. Peter Noever, Hatje Cantz Verlag, 2005. ISBN 3-7757-1664-5
- Otto Mühl, Leben, Kunst, Werk: Aktion, Utopie, Malerei 1960 – 2004, Hrsg. Peter Noever mit Otto Muehl (Illustration) und Éric Alliez, zur Ausstellung im MAK 2004, König Köln 2004, ISBN 3-88375-680-6, Schönstes Buch Österreichs Kategorie: Kunstbände und Fotobücher 2004.
- "Elke Krystufek. Liquid Logic. Height Of Knowledge And The Speed Of Thought", Hrsg. Peter Noever, 2006. ISBN 978-3-7757-1935-3
- "Zwischen Bild und Realität", Hrsg. Ralf Konersmann, Peter Noever, Peter Zumthor. ETH Zürich, 2006. ISBN 3-85676-191-8
- "References To The Undefined. – Art. The Artists. The Art Museum", Hrsg. Peter Noever, Wien, MAK, 2004. ISBN 3-900688-57-5
- "Zaha Hadid. Architecture", Hrsg. Peter Noever, Hatje Cantz Verlag, 2003. ISBN 3-7757-1364-6
- "Carlo Scarpa. the craft of architecture/Das Handwerk der Architektur", Hrsg. Peter Noever, mit Texten von Tadao Ando, Roberto Gottardi, Arala Isozaki und Giovanni Antodilo; Hatzje Cantz Verlag, 2003; ISBN 3-7757-1403-0
- "Architectural Resistance. Contemporary architects face Schindler today", Hrsg. Peter Noever, MAK Los Angeles, Manifeste von Coop Himmelb(l)au, Christophe Cornubert/PUSH, Odile Decq + Bernoit Cornette, Günther Domenig, driendl architects, Durfee/Regn, Eichinger oder Knechtl, Eisenman architects, Zaha M. Hadid, Sandrine von Klot, Andrea Lenardin Madden, Mack architect(s), Eric Owen Moss architects, the next enterprise architects, Dominique Perrault + Cyril Lancelin, Roto architects, Bernhard Sommer, Klaus Stattmann, Michael Volk, Lebbeus Woods; Hatje Cantz Verlag, 2003. ISBN 3-7757-1406-5
- "Donald Judd. Architecture – Architektur", Hrsg. Peter Noever, Hatje Cantz Verlag, 1991. 2. Auflage 2003. ISBN 3-7757-1132-5
- "Franz West. Gnadenlos", Hrsg. Peter Noever, Hatje Cantz Verlag, 2001. ISBN 3-7757-1138-4
- "Museums Without Future", Hrsg. Peter Noever, Wien, MAK, 2001. ISBN 3-900688-47-8
- "James Turrell. The Other Horizon", Hrsg. Peter Noever, 2001. ISBN 3-7757-9062-4
- "das diskursive museum", Hrsg. Peter Noever, Hatje Cantz Verlag, 2001. ISBN 3-7757-1139-2
- "Frederick J. Kiesler. Endless space", Hrsg. Dieter Bogner and Peter Noever, MAK Center, Los Angeles, 2000/01, Hatje Cantz Verlag, ISBN 3-7757-1047-7
- "Heaven's Gift / CAT Contemporary Art Tower", Hrsg. Peter Noever, Hatje Cantz Verlag, 2000
- "Visionary Clients For New Architecture", Hrsg. Peter Noever, Portraits über Frederick Samitaur Smith, Rolf Fehlbaum, Thomas Krens; Prestel Verlag, 2000. ISBN 3-7913-2296-6
- "Jannis Kounellis. Il Sarcofago Degli Sposi", Hrsg. Peter Noever, Hatje Cantz Verlag, 1999. ISBN 3-7757-0864-2
- "El Proyecto Habana. Architectura otra vez", Hrsg. Peter Noever, mit Vorwort von Fidel Castro Ruz, Prestel Verlag München, 1999. ISBN 3-7913-2143-9
- "Architecture. Works by Gordon Matta-Clark", Hrsg. Peter Noever, Los Angeles, 1998. ISBN 3-90068831-1
- "Chris Burden. Beyond the limits", Hrsg. Peter Noever, Hatje Cantz Verlag, 1996. ISBN 3-89322-835-7
- "Kunst im Abseits?/art in the center. documenta X", Hrsg. Peter Noever, Gespräche mit Catherine David, Peter Kogler, Elke Krystufek, Peter Pakesch, Gerwald Rockenschaub, Franz West, Robert Fleck, Jean Francois Chevrier, Mike Davis, Mike Kelly, Peter Noever, Jeff Wall; Hatje Cantz Verlag. ISBN 3-89322-330-4
- "Vienna/Milano Cityguide. Basicdesign. XIXth Triennale di Milano", Hrsg. Peter Noever, Springer Verlag, Wien/New York, 1996. ISBN 3-211-82820-6
- "Tyrannei des Schönen. Architektur der Stalin-Zeit", Hrsg. Peter Noever, 1994, Prestel Verlag München. ISBN 3-7913-1340-1
- "Peter Noever. Upstairs Down", Hrsg. Peter Noever und Storefront New York, 1994. ISBN 3-901127-04-6
- "Peter Noever. Ein Stein für die Kunst./A Rock for the arts. The MAK-terrace plateau in Vienna", Hrsg. MAK, Hatje Cantz Verlag, 1994. ISBN 3-7757-0514-7
- "Vito Acconci. The City Inside Us", Hrsg. Peter Noever, 1993. ISBN 3-900688-21-4
- "austria im rosennetz / Eine Ausstellung von Harald Szeemann", Hrsg. Peter Noever und Kunsthaus Zürich, 1992/93. ISBN 3-211-82925-3
- "Magdalena Jetelová. Domestizierung einer Pyramide", Hrsg. Peter Noever, 1992. ISBN 3-900688-17-6
- "Kiki Smith. Silent Work", Hrsg. Peter Noever, 1992. ISBN 3-900688-19-2
- "The end of Architecture? Vienna Architecture Conference", Hrsg. Peter Noever, Architekturpositionen von Coop Himmelb(l)au, Zaha Hadid, Steven Holl, Thom Mayne, Eric Owen Moss, Carme Pines, Lebbeus Woods, Prestel Verlag, 1992. ISBN 3-7913-1263-4
- "Peter Noever. die grube/the pit", Fotodokumentation, Hrsg. Kristin Feireiss/Galerie und Architekturforum Aedes, Berlin, 1991. ISBN 3-901127-02-X
- "Architecture in transition. Between deconstruction an new modern", Hrsg. Peter Noever, mit Beiträgen von Coop Himmelb(l)au, Peter Eisenman, Zaha Hadid, Daniel Libeskind, Morphosis, Jean Nouvel, Michael Sorkin, Bernard Tschumi, Lebbeus Woods and Philip Johnson; Prestel Verlag, 1991. ISBN 3-7913-1136-0
- "Rodschenko. Stepanova. The future is our own goal", Hrsg. Peter Noever, Prestel Verlag München/New York, 1991. ISBN 3-7913-11-34-4
- "Peter Noever. Wiener Architekturgespräche", Hrsg. Elisabeth Schweeger, Verlag Ernst und Sohn Berlin, 1991. ISBN 3-433-02099-X
- "Peter Noever. die grube/the pit", Hrsg. Kristin Feireiss/Galerie und Architekturforum Aedes, Berlin, 1991. ISBN 3-901127-01-1
- "Christian Reder. Ein Museum im Aufbruch", Hrsg. Peter Noever, Neue Sammlungspolitik, Arbeitsstruktur und Dienstleistungsstudie in 3 Bänden, 1991. ISBN 3-85439-087-4. ISBN 3-85439-084-X
- "Walter Pichler. Skulptur", Hrsg. Peter Noever, Resident Verlag, Salzburg/Wien, 1990. ISBN 3-7017-0648-4
- "Carlo Scarpa. the other city. die andere stadt", Hrsg. Peter Noever; mit Texten von Philippe Duboy, Regina Haslinger, Luciano Benetton; Willhelm Ernst & Sohn, Berlin. ISBN 3-433-02097-3
- "Land in Sicht. Österreichische Kunst im 20. Jahrhundert", Hrsg. Peter Noever, Verlag Ernst und Sohn Berlin. Bundesministerium für Kunst und Unterricht Wien. Ministerium für Kultur und Bildung Budapest. Mücsarnok, Budapest. 1989, ISBN 3-433-02130-9. ISBN 3-900922-03-9
- "Günther Domenig, das Steinhaus: Ausstellung im Österreichischen Museum für Angewandte Kunst, Wien, 10. November 1988 bis 9. Jänner 1989", Hrsg. Günther Domenig, Peter Noever, Raimund Abraham, MAK, 1988, ISBN 3-900688-07-9
- "Das Riegersburger Kochbuch", Hrsg. Peter Noever; mit Beiträgen von Peter Kubelka und Johannes Wieninger, ORAC Verlag, 1988. ISBN 3-7015-0160-2
- "Kunst und Revolution/Art and Revolution. Russische und sowjetische Kunst 1910–1932", Herausgeber Kulturministerium der UdSSR, Katalin Néray, Mücsarnok, Budapest und Peter Noever, MAK, 1988. ISBN 3-900688-05-2
- "Tradition und Experiment. Das österreichische Museum für angewandte Kunst", Hrsg. Peter Noever, Residenz Verlag Salzburg, 1988. ISBN 3-7017-0577-1
- "Bernard Rudofsky. Sparta/Sybaris", Hrsg. MAK, Residenz Verlag, Salzburg, 1987, ISBN 3-7017-0501-1
- Herausgeber der Architekturzeitschrift „Umriss“, 1982–94, Institut für Informationsentwicklung/Center for Understanding Media. Unter Peter Noever redaktioneller Leitung, ab 1987 mit Elisabeth Schweeger, versteht sich „Umriss“ als programmatisches Organ und Forum aktueller Auseinandersetzung.

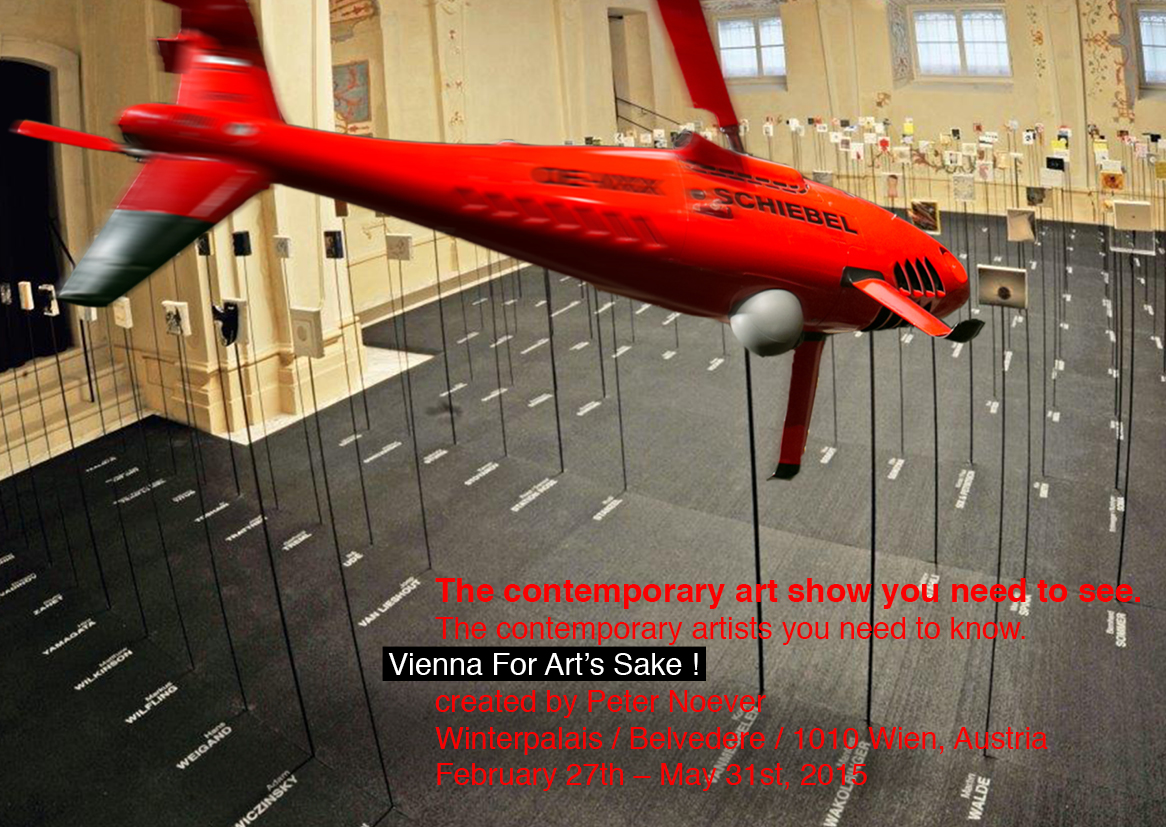
Ausstellung im Winterpalais, Belvedere Wien, 2015 mit 161 Künstlern, Architekten, Designern „Vienna For Art’s Sake !’“ und 13 raumbezogene, künstlerische Interventionen (Vito + Maria Elena Acconci, Zaha Hadid, Magdalena Jetelová, Michael Kienzer, Hans Kupelwieser, Hermann Nitsch, Eva Schlegel, Kiki Smith, the next ENTERprise, Iv Toshain, Atelier Van Lieshout, Koen Vanmechelen, Manfred Wakolbinger)

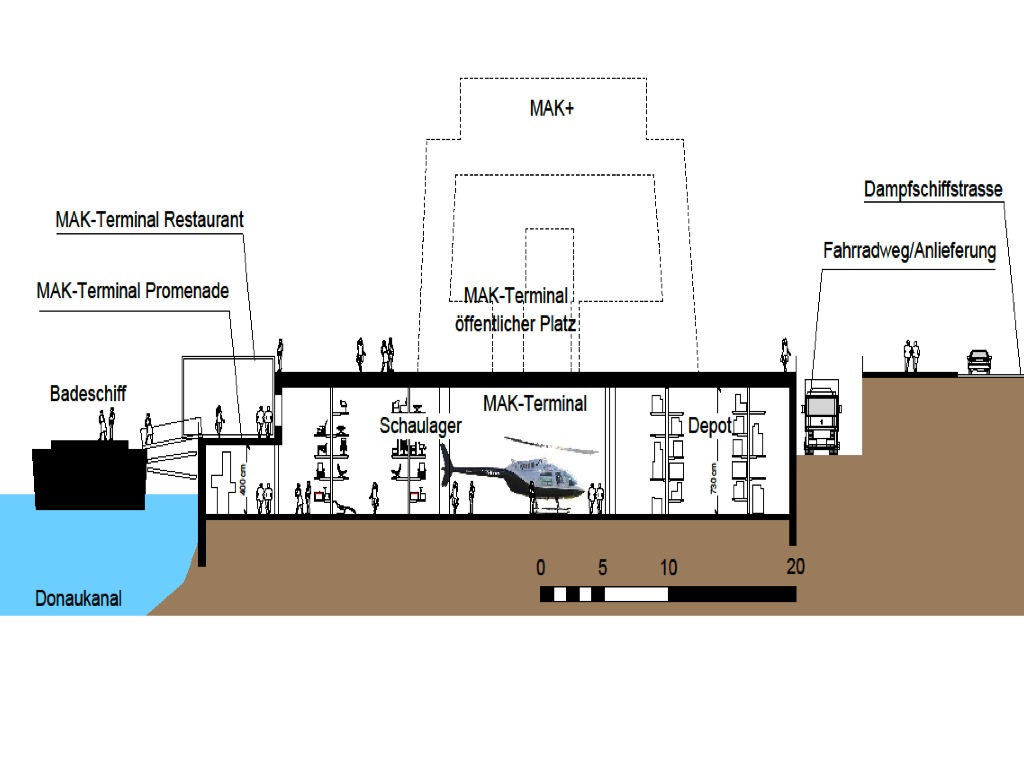
MAK Terminal (Schaulager)/Mündung Wien in den Donaukanal – nicht realisiertes Projekt

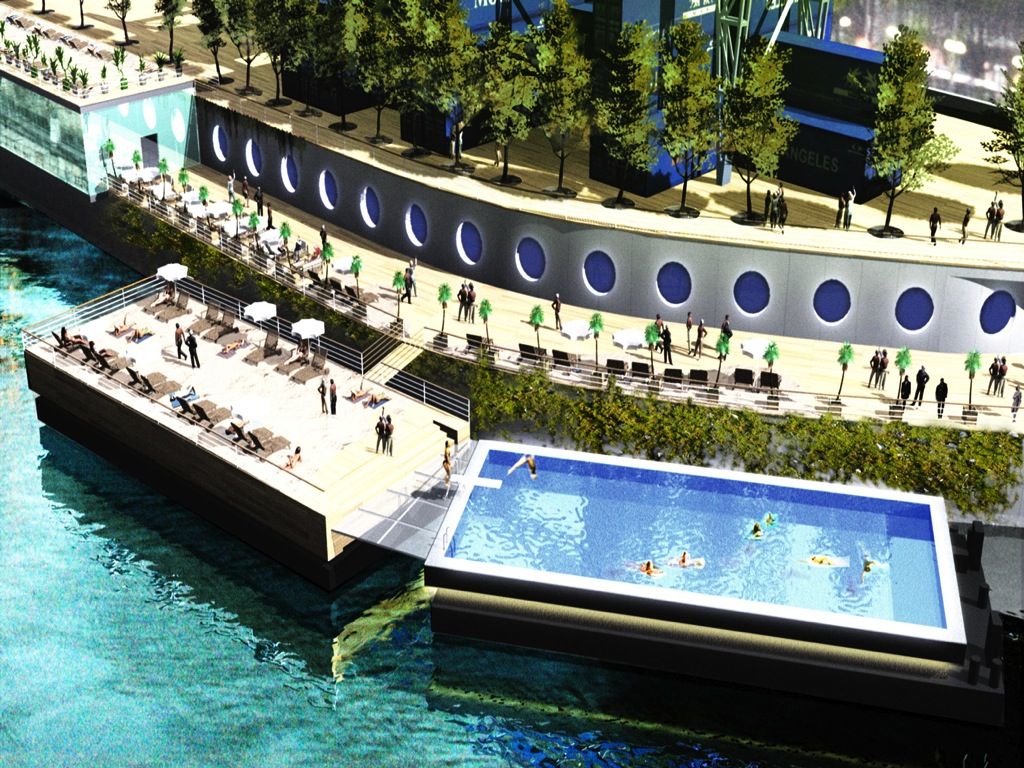
MAK Terminal (Schaulager)/Mündung Wien in den Donaukanal – nicht realisiertes Projekt

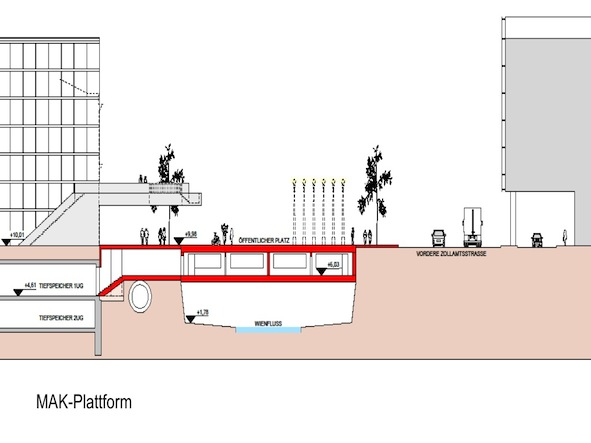
MAK Plattform/Archiv der Bibliothek, Überdachung der Wien, Gestaltung der Oberfläche durch Lampenskulptur/Chris Burden – nicht realisiertes Projekt

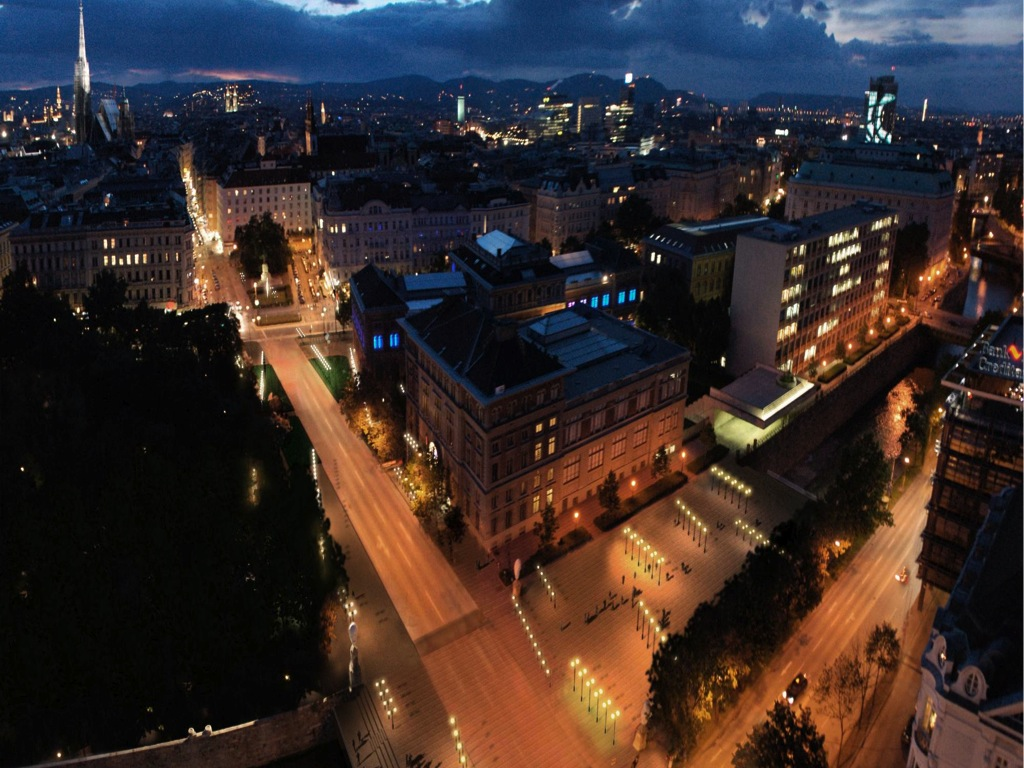
MAK Plattform/Archiv der Bibliothek, Überdachung der Wien, Gestaltung der Oberfläche durch Lampenskulptur/Chris Burden – nicht realisiertes Projekt

## Projekte und Realisierungen (Auswahl)
- „Selection 66“, gemeinsam mit Hans Hollein: Environment Exhibition für R. Svoboda & Co., Österreichisches Museum für Angewandte Kunst (jetzt MAK), Wien, 1966
- "Svobodair" (Architektur aus der Dose), Hans Hollein und Peter Noever, in Kooperation mit R. Svoboda & Co., Wien, Projekt für die 14. Triennale Mailand, 1968
- "Percept, Strategie und Gründung der Section N. Erster Design Concept Store in Österreich", mit der Gestaltung des Geschäftslokals wurde Hans Hollein 1971 betraut.
- "Die Grube/The Pit", Landart Projekt Breitenbrunn Burgenland, ab 1972: "Eine Auseinandersetzung mit einem faszinierenden Ort, ein schrittweise vollzogener Denk- und Arbeitsprozess, dessen Logik nur vor Ort verstanden werden kann." – Friedrich Achleitner; "…eine schlichte, geistvolle Darstellung, der Freundschaft gewidmet – neu entdecktes Stonehenge, bereit, neue Formen vom Himmelsbogen zu holen für euch, für uns" – Carlos Scarpa;[19]
- "Büroarbeit vom Bett", Peter Noever, 1974
- "Projekt Kärntner Straße", Wirkung von Gestaltungssystemen am Beispiel des Fußgeherbereichs Kärntner Straße, Peter Noever mit Studenten der Akademie der Bildenden Künste, 1976
- "Neugestaltung des ORF ZiB2 Nachrichtenstudios", Peter Noever, 1977
- „Achille Castiglioni. Rauminstallation, Objekte und Industrial Design 1950–1984“, Gastkurator, Österreichisches Museum für Angewandte Kunst (jetzt MAK), Wien, 1984
- "arte libre. Projekt eines internationalen Künstlerquartiers für Havanna", Peter Noever und Carl Pruscha, 1985
- "Kunst und Revolution/Art and Revolution. Russische und sowjetische Kunst 1910–1932", Mücsarnok, Budapest, Hungary, 1987; MAK, Wien, 1988
- "MAK Terrassenplateau", Entwurf Peter Noever 1988, Ausführung 1991–93: Trotz gültiger Baugenehmigung wurde das Projekt vom Wirtschaftsministerium untersagt. Renommierte Architekten aus aller Welt (u. a. Philip Johnson, Kobun Ito, Thom Mayne, Peter Eisenman, Stuart Wrede, Mark Mack, Michael Sorkin) sandten daraufhin Petitionen an den Bürgermeister der Stadt Wien, Helmut Zilk, und den damaligen Wirtschaftsminister Wolfgang Schüssel.
- „Land in Sicht – Österreichische Kunst im 20. Jahrhundert“, Ausstellungskommissär und -designer, Mücsarnok – Kunsthalle Budapest, 1989
- „Rodtchenko/Stepanowa“, MAK, Wien, 1991
- „Max Peintner. Flügel und Feuer“, Tretjakow Galerie, Moskau & Künstlerverband der UdSSR, Minsk, 1991
- „Josef Hoffmann Designs“ Hermitage, St. Petersburg, Russian Federation; IBM-Gallery, New York, USA, 1992
- „Magdalena Jetelová. Domestizierung einer Pyramide“, MAK, Wien, 1992
- „Vito Acconci. The City Inside Us“ MAK, Wien, 1993
- „Tyrannei des Schönen – Architektur der Stalinzeit“, MAK, Wien, 1994
- Bestellung zum Österreich-Kommissär der XIX. Triennale 1996, Mailand, Italien, 1994
- Peter Noever, "Current Works, Projects and Ideas", UCLA / University of California - Harris Hall 101, Los Angeles, April 1995
- “Sergej Bugaev Afrika. Krimania” MAK, Wien, 1995
- “Gordon Matta Clark. Anarchitecture” MAK Center for Art and Architecture, Los Angeles, California, USA, 1997
- “Martin Kippenberger. The Last Stop West” MAK Center for Art and Architecture, Los Angeles, California, USA, 1998
- “Diana Thater. The best animals are the flat animals – the best space is the deep space” MAK Center for Art and Architecture, Los Angeles, California, USA, 1998
- “Raymond Pettibon, Jason Rhoades, Hans Weigand. Life/Boat” MAK Center for Art and Architecture, Los Angeles, California, USA, 1999
- "Jannis Kounellis. Il sarcofago degli sposi” MAK, Wien, 1999
- "Richard Prince. Up-state", MAK Center for Art and Architecture, Los Angeles, California, USA, 2000
- "Davaj! Russian Art Now. Aus dem Laboratorium der freien Künste in Russland", Postfuhramt Berlin (in Kooperation mit den Berliner Festspielen), Deutschland, 2001; MAK, Wien, 2002; State Museum of Fine Arts, Cheboksary, Chuvashia, Russland, 2003; Kalashnikov Museum, Ishevsk, Russland, 2003
- “Richard Artschwager: The Hydraulic Door Check.” MAK, Wien, 2002
- "Zaha Hadid. Architektur", MAK, Wien, 2003
- “O.K., America!” The Blue Noses Group/Novosibirsk, Daniele Buetti/Zürich, Escape Group/Moskau, Kendell Geers/Kapstadt, Ghazel/Paris, Elena Kowylina/Moskau, Elke Krystufek/Wien, Oscar Muñoz/Kolumbien und Raymond Pettibon/Los Angeles. Apexart, New York, USA, 2004
- "Otto Mühl: Leben / Kunst / Werk; Aktion Utopie Malerei 1960–2004", MAK, Wien, 2005
- "Alexander Rodtschenko, Raumkonstruktionen", MAK, Wien, 2005
- "Österreicher im MAK", Restaurant, 2006 wurde unter der künstlerischen Leitung von Peter Noever durch das Architekturbüro Eichinger oder Knechtl neu gestaltet. Aus diesem Anlass entwickelte Noever mit der Glasmanufaktur Lobmeyr Werkstätten ein mundgeblasenes 1/8 Weinglas samt Hausweinflasche mit dem Titel "im Griff", sowie andere Objekte
- "Der Preis der Schönheit. Die Wiener Werkstätte und das Palais Stoclet", MAK, Wien, 2006
- "Coop Himmelb(l)au. Beyond The Blue", MAK, Wien, 2007
- "CAT – Contemporary Art Tower", Peter Noever, Michael Embacher, Sepp Müller, architektonisch konzipierte Peter Noever seine Idee, aus der ungenützten Bausubstanz des ehemaligen NS-Gefechtsturmes etwas radikal entgegengesetztes entstehen zu lassen, nämlich ein Zentrum für internationale Gegenwartskunst "a CAThedral for contemporary art", wie es der amerikanische Architekt Philip Johnson nannte; CHRISTO und Jeanne-Claude entwarfen zur Unterstützung der Realisierung des Projektes für die österreichische Post AG 2007 die Briefmarke mit dem CAT-Modell "Wrapped Flak Tower"[20]
- "MAK über Wien", Peter Noever mit Michael Embacher, 2009; Machbarkeitsstudie und Entwurf für das neue Profil des MAK im städtebaulichen Kontext des Donaukanals, der Wien, der Ringstraße und des öffentlichen Raums zwischen dem ersten und dem dritten Wiener Bezirk.
- “Anish Kapoor. Shooting Into The Corner” MAK, Wien, 2009
- "Blumen für Kim Il Sung / Kunst und Architektur aus der Demokratischen Volksrepublik Korea", MAK, Wien, 2010
- "Eva Schlegel. In Between", MAK, Wien, 2010
- "Koen Vanmechelen. Nato a Venezia", kuratiert: Peter Noever, 54. Kunstbiennale Venedig, Palazzo Loredan, 2011
- "Artworks on site / glasstress 2011", kuratiert: Peter Noever, Künstler: Erwin Wurm, Michael Kienzer, Magdalena Jetelova, Koen Vanmechelen, Kendell Geers, Zaha Hadid; 54. Kunstbiennale Venedig, Palazzo Cavalli Franchetti, 2011
- „Austria Davaj! Der Gipfel des kreativen Österreich“, Moskau, 2011
- "Walter Pichler. Skulpturen Modelle Zeichnungen", kuratiert: Peter Noever/Bärbel Fischer, MAK Wien, 2011/2012
- "Koen Vanmechelen. Modified Spaces", Ausstellung kuratiert von Peter Noever, Guangzhou Triennial, Guangdong Museum of Art, China, 2011
- "the (secret)* return of no/ever", Ausstellung Ace Museum, Ausstellungskomitee: Douglas Christmas, Frank Gehry, Greg Lynn, Jeffrey Kipnis, Eric Owen Moss, Thom Mayne, Wolf Prix, Ausstellungsdesigner: Alexis Rochas; Los Angeles, 2011/2012
- "Crow’s Eye View: The Korean Peninsula", Goldener Löwe für den koreanischen Pavillon, Peter Noever Mitglied des kuratorischen Teams, 14. Architektur Biennale, Venedig, 2014
- "Vienna For Art's Sake ! Contemporary Art Show", created by Peter Noever; 161 herausragende Künstler, Architekten, Designer, 13 Einzelausstellungen / ortsspezifische Interventionen: Vito + Maria Elena Acconci, Zaha hadid, Magdalena Jetelová, Michael Kienzer, Hans Kupelwieser, Hermann Nitsch, Eva Schlegel, Kiki Smith, the next ENTERprise, Iv Toshain, Atelier Van Lieshout, Koen Vanmechelen, Manfred Wakolbinger; Winterpalais/Belvedere Wien; Ausgangspunkt: Imago Mundi/Luciano Benetton Collection, Archive Austria, curated by Peter Noever, Wien, 2015[21]
- "Germany, mon amour ! Contemporary in Germany. Archive Art Architecture Design. Ein neuer Blickpunkt auf die zeitgenössische Kunstproduktion in Deutschland." Über 200 Künstler, Architekten, Designer im Rahmen des Weltarchivs der Kunst von Luciano Benetton. Publikation dazu 2016 erschienen, erste Auswahl 2015 anlässlich der 56. Kunstbiennale in Venedig präsentiert (Imago Mundi);
- Vadim Kosmatschof "Skulptur", Neue Tretjakow Galerie, Moskau, Russland, kuratiert von Peter Noever zusammen mit Kirill Svetlyakov und Anna Mapolis, 2018
- Ausstellung "declared_", Peter Noever / Andrea Lenardin. Design als Schnittstelle zwischen kultureller Diversität und globaler Herausforderung in einer Zeit dramatischer politischer Ausgrenzungen. Galerie Rauminhalt Wien, 2018
- Peter Noever, "Germany, mon Amour!", Imago Mundi / Luciano Benetton, Athen, 2019
- Peter Noever, "Obsessions in Focus. Confrontations, Experiences, and Glowing Friendships", April–Mai, SCI-Arc, Southern California Institut of Architektur, Los Angeles, 2019

## Sonstiges Wirken
- Archiv Franz West, Wien, Vorstandsmitglied
- Roland Rainer Komitee Wien, Vorstandsmitglied
- STEINHAUS Günther Domenig Privatstiftung, Steindorf/Kärnten; Vorstände: Adolf Rausch (stellvertretender Vorsitzender), Peter Noever (Vorsitzender), Hannes Pflaum
- Schusev State Museum of Architecture, Moskau; korrespondierendes Mitglied

## Auszeichnungen
- 1991 PAN-Preis für Bester Ausstellungsmacher, Frankfurt am Main/Deutschland
- 1996 Museum of the Year Award des Council of Europe, Straßburg/Frankreich, an das MAK[22]
- 1997 Österreichisches Ehrenzeichen für Wissenschaft und Kunst
- seit 2004 Mitglied der Jury für den jährlich stattfindenden Birgit-Jürgenssen-Preis, ausgeschrieben von der Akademie der bildenden Künste Wien, des Bundeskanzleramts und Hubert Winter[23]
- 2010 Goldenes Ehrenzeichen für Verdienste um das Land Wien
- 2014 Beteiligung als Ausstellungsmacher am koreanischen Pavillon: Goldener Löwe, 14. Architekturbiennale, Venedig
- 2015 Georg Heindl Kulturpreis (bisherige Preisträger, u. a.: Christoph Ransmayr, Brigitte Kowanz und Franz Graf)
- Im Jahr 2016 wurde Peter Noever als möglicher Kandidat für die Position des Dekans der Hochschule für Kunst und Architektur der Universität von Kalifornien (UCLA), Los Angeles, nominiert.

## Vorträge an internationalen Universitäten / Kunstinstitutionen (Auswahl)
- 1988 “The Pit”, Ball State University, Muncie, Indiana, USA
- 1994 “Upstairs Down”, UCLA, Los Angeles, California, USA
- 2003 “Running with the pack … or making art?” State University of Cheboksary, Chuvashia, Russian Federation
- 2003 “Museum as Focus”, ICCRAC Kanazawa, Japan
- 2004 “Are the Architects the Root of all Evil?”, SCI-Arc (Southern California Institute of Architecture), Los Angeles, California, USA
- 2005 “Heaven’s Gift”, Krasnoyarsk Museum Center, Siberia, Russian Federation. “Signals to M13. On the state of art and architecture”, ETH Zurich, Switzerland “The shake down of Architecture. On the loss of ethics in building in all its monstrosity”, National Center of Contemporary Art (NCCA), Moscow, Russian Federation
- 2006 “The Call of the Site. On the state of art today” Viktor Pinchuk Charitable Foundation Contemporary Art Ukraine, Kiev, Ukraine "The Call of the Site. Spaces without Memory Versus Art Spaces", Laboratory of Architecture, Academy of Fine Arts and Design, Bratislava, Slovakia
- 2007 “The Mirror of Venus. Landart on the Edge of Architecture”, Institute for Architecture at the University of Schargorod, Schargorod, Ukraine
- 2008 “To the bitter end. Architecture” Centre for Central European Architecture, Prague, Czech Republic “A commitment to the present. Art / Architecture / Design. In the crossfire of tradition and experiment”, American Academy in China (AAC), Lijiang, China
- 2009 “no risk. no art.” Iparműveszeti Múzeum / Museum of Applied Art, Budapest, Hungary
- 2010 “craving thrust reversal in architecture”, ARTos Foundation, Nicosia, Cypress Island “time is on my side”, Art Arsenal/Art-Kyiv contemporary 2010, Kiev, Ukraine “The power of Art”, Museum of Yugoslav History, Belgrade, Serbia
- 2011 “the (secret)* return of no/ever” exhibition at the ACE Museum, Los Angeles, USA “contemporary art territory 21 – a radically new strategy for up–to–date art institutions”, workshop and lecture Los Angeles / Guangzhou / Vienna, SCI-Arc, Los Angeles, USA “mind the gap”, lecture at Kaneko, Open Art Space, Omaha, Nebraska, USA “design as strategy”, guest lecture at First e.co-design Festival in Hangzhou, Province Zhejian, China “NOW”, IOA SLIVER lecture series, selected friends and enemies (Prof. Prix and the sliver team, Studio Lynn) University of Applied Arts Vienna, Austria “Bedingungslos”, Institute for Art History, University of Vienna, Austria
- 2012 “never again resistance?” in memoriam günther domenig, workshop & symposium, Carinthia, Austria “REFERENCE TO THE UNDEFINED — mandate for experimenting with the future.” key note lecture & panel discussion, 2nd sunhoo industrial design & creativity festival, Hangzhou, Zhejiang province, China “ART curated by …” presentation and video-clip, “the open university of diversity”, Hasselt, Belgium “disappearance – art museum without art”, lecture at the international congress “the history and future of art and design museums”, Bundeskunsthalle Bonn, Germany
- 2013 "Don’t ask me!" Assertions on Art and Architecture, lecture on the occasion of an international competition for the architectural and landscape concept for a museum of street art in St. Petersburg, 22 October 2013, 7 pm, State Museum of the history of St Petersburg, Russia “Resisting Expression” Workshops at Steinhaus, Peter Noever, Vienna; 18-20 October 2013, Steinhaus, Carinthia, Austria “URBAN AMBITION: Assessing the Evolution of L.A.”, symposium at the Getty Center, May 30/31 2013, Los Angeles, USA “next. ART VERSUS MEDIOCRITY” lecture by peter noever at All-Russian Museum of Decorative, Applied and Folk Art, March 26, 2013, Moscow, Russia
- 2014 “A Moment of Contemporary, Is Today’s Mandate of Mediocrity Increasingly Displacing Radical Visions in Art?”, Lecture by Peter Noever, December 1, 2014, The State Hermitage Museum, St Petersburg, Russia Excursion to “The Pit”, UNESCO Cultural Heritage Day, May 17 2014, Breitenbrunn, Burgenland, Austria
- 2015 “Hadid & Noever, Art & Architecture in Conversation”, Moderator: Joseph Giovannini, June 19 2015, Angewandte Innovation Laboratory, University of Applied Arts Vienna, Austria "Open Folder", Artist Workshop, June 6, 2015, Műcsarnok Kunsthalle, Budapest, Hungary
- 2016 “Kein Wort mehr … Obsessionen. Transformationen. Manifestationen”, October 19, 2016, Austrian Academy of Science, Vienna, Austria “NO RETURN!”, Lecture at IDEAS symposium, September 10, 2016, UCLA, Los Angeles, USA “Upheavals, Dislocations — Will There Be A Change Of Direction In Art?” Guest lecture by Peter Noever, June 1, 2016, University of Vienna, Austria